# Talkalakh District
Talkalakh District (arabiska: منطقة تل كلخ, منطقة تلكلخ) är ett distrikt i Syrien.   Det ligger i provinsen Homs, i den västra delen av landet, 130 kilometer norr om huvudstaden Damaskus.
Trakten runt Talkalakh District består till största delen av jordbruksmark. Runt Talkalakh District är det tätbefolkat, med 297 invånare per kvadratkilometer.